# ティエンシャンハタリス
ティエンシャンハタリス (Spermophilus relictus) は、哺乳綱ネズミ目（齧歯目）リス科に分類されるジリス（ハタリス）の1種。
Spermophilus ralliと同種にみなされることがある。天山山脈（「天山」は中国語で、ティエンシャン）に生息する。

## 分布
カザフスタン南東部、キルギス、ウズベキスタン東部の天山山脈

## 形態
頭胴長230-270ミリメートル、尾長58-76ミリメートル。
被毛は、灰色、肉桂色、麦わら色が混ざっており、不明瞭な斑点がある。

## 生態
山間部のステップや山麓ステップ、水はけのよい牧草地に生息する。
昼行性で、夏の終わり（8-9月）から冬の終わりまたは春（2-3月上旬）まで巣穴にこもって冬眠する。
植物の根、球根、広葉草本、花を食べ、可能な時には昆虫をたっぷり食べることもある。
巣穴の中で1度にで3-6頭の子を産み、より標高が低い土地では子どもの数が多くなる。
巣穴の構造は、比較的単純で、1本のトンネルと1つの巣室からなる。
巣穴の出入口は密集しており、冬眠用の巣穴は、地下1-2メートルの深さに作られ、
主に避難所として使われる夏の巣穴は、深さ1メートル未満である。
物に驚きやすく、危険を察知すると素早く地下の巣穴に身を隠し、木に登ることもある。
食用や毛皮のために狩られる。